# Comuna Fediivka, Bobrîneț
Fediivka (în ucraineană Федіївка) este o comună în raionul Bobrîneț, regiunea Kirovohrad, Ucraina, formată din satele Fediivka (reședința), Fedorivka și Vîsoceanove.

## Demografie
Componența lingvistică a comunei Fediivka
     Ucraineană (95,63%)
     Rusă (2,04%)
     Română (1,32%)
     Alte limbi (0,15%)
Conform recensământului din 2001, majoritatea populației comunei Fediivka era vorbitoare de ucraineană (95,63%), existând în minoritate și vorbitori de rusă (2,04%) și română (1,32%).